# Xanthophytum
Xanthophytum é um género botânico pertencente à família Rubiaceae.